# Лелека чорний (пам'ятка природи)
Зоологічна пам'ятка природи «Лелека чорний» — колишній об'єкт природно-заповідного фонду Хмельницької області. 
Зоологічна пам'ятка природи «Лелека чорний» була оголошена рішенням Хмельницької обласної ради № 7 від 28.10.1994 року у відділі 10, кварталу 46 Полонського лісництва Шепетівського держлісгоспу. Площа — 3 га. 
Рішенням Хмельницької обласної ради № 10 від 29.02.2000 року пам'ятка була скасована. 
Статус скасовано після включення території пам'ятки до регіонального природного парку «Мальованка». Зазначена підстава скасування не має врегульованого у законодавстві обґрунтування.